# Stühmer
A Stühmer Kft. a magyar csokoládégyártás egyik meghatározó szereplője, amely több mint másfél évszázados hagyományra épít. A vállalat története 1868-ra nyúlik vissza, amikor Stühmer Frigyes hamburgi cukrászmester Magyarországra érkezett, és megalapította az első magyar csokoládégyárat. A gyár hamarosan az ország legnagyobb csokoládégyártójává nőtte ki magát, és számos innovációval járult hozzá a csokoládéipar fejlődéséhez.

## Története
A Stühmer márka alapítója, Stühmer Frigyes, egy hamburgi cukrászmester, aki egy pesti cukorkakészítő meghívására érkezett Magyarországra, ezzel kezdődött a márka különleges története. 1868-ban megvásárolta egy kis cukorkaüzletet, amely rövid időn belül az ország legnagyobb csokoládégyárává fejlődött, és itt indult el Magyarország első gőzüzemű csokoládégyártása. Stühmer felismerte, hogy a csokoládé és a cukorka jelentős fogyasztási termékek, amelyeknek nagy jövőjük van, és jelentős szerepe volt abban, hogy a luxuscikknek számító csokoládé széles körben elérhetővé vált. Az ő szakképzettsége biztosította, hogy mindig prémium minőségű termékek készültek.
1906-ban fia vette át a gyár vezetését, és állami támogatással modernizálta azt, majd megalapította a Stühmer Frigyes Részvénytársaságot. 1941-ben Európa egyik legmodernebb csokoládégyárát építették fel a Vágóhíd utcában, és a vállalatot 63 üzlettel látták el az országban, valamint nemzetközi fióküzleteket nyitottak Párizsban és Abbáziában.
A Stühmer cég nemcsak belső, hanem külső megjelenésével is figyelmet keltett, az 1920-30-as években a csomagolás terén is vezető szerepet játszott, világszínvonalú dizájnjaival. Az államosítás 1948-ban véget vetett a sikeres történetnek, a gyárat a Magyar Édesipari Vállalatba olvasztották be.
2006-ban Csóll Péter vásárolta meg az egri Stühmer édességboltot és a márka védjegyét, így újjáélesztette a hagyományos Stühmer márkát. A kisüzemi gyártásból folyamatos fejlődés következett, a termékek egyre bővültek és a kiskereskedelemben is megjelentek. 2014-ben Makláron új, 4.000 négyzetméteres gyártóüzemet adtak át, amely a cég további növekedését segítette.
A Stühmer ma már számos terméket kínál, köztük nosztalgikus és kreatív új fejlesztéseket is. Az állandó minőségellenőrzés garantálja a termékek magas színvonalát, a Stühmer mottóját követve: "Minőség mindenekelőtt". Jelenleg Magyarországon 9 exkluzív márkabolt és cukrászda található, ahol nemcsak édességeket, hanem kézműves fagylaltokat és süteményeket is kínálnak.